# 中国—匈牙利关系
中国—匈牙利关系（匈牙利語：Kínai-Magyar kapcsolatok），简称中匈关系，是指中國與匈牙利之間的外交關係。

## 歷史

### 奧匈帝國時期
匈牙利起初是奧匈帝國的一部分。於1869年，奧匈帝國和清朝締結條約，建立外交關係，並於1871年正式執行。1881年，清朝開始向奧匈帝國派駐欽差大臣，首任為李凤苞，於1881年4月5日獲任命。起初，駐奧匈帝國欽差大臣一職為兼職，至1902年起改為專使。而奧匈帝國則在1896年起於北京設立公使館，公使館原址現為中国国际问题研究院的所在地。1900年八國聯軍之役期間，奧匈帝國為參戰國之一。
奧匈帝國於1913年10月6日承認中華民國，中華民國當時派出之唯一一任駐奧匈帝國之公使名為沈瑞麟。1917年，因中華民國在第一次世界大戰中加入協約國，向身為同盟國的奧匈帝國宣戰，中國與奧匈帝國斷交。

### 二戰時期
1941年，匈牙利加入德－意－日軸心國，中華民國國民政府於12月11日向德意日宣戰，匈牙利亦間接與國民政府變成敵對关係。1945年2月13日，匈牙利投降，蘇聯佔領匈牙利。1946年2月1日，宣佈廢除君主制，成立匈牙利共和國。1949年，通過憲法，改名匈牙利人民共和國。1949年8月20日，宣佈成立匈牙利人民共和國。一個半月後，中華人民共和國成立。

### 二战后
中華人民共和國與匈牙利人民共和國於1949年10月6日建交，是第一批與中華人民共和國建交的國家之一。

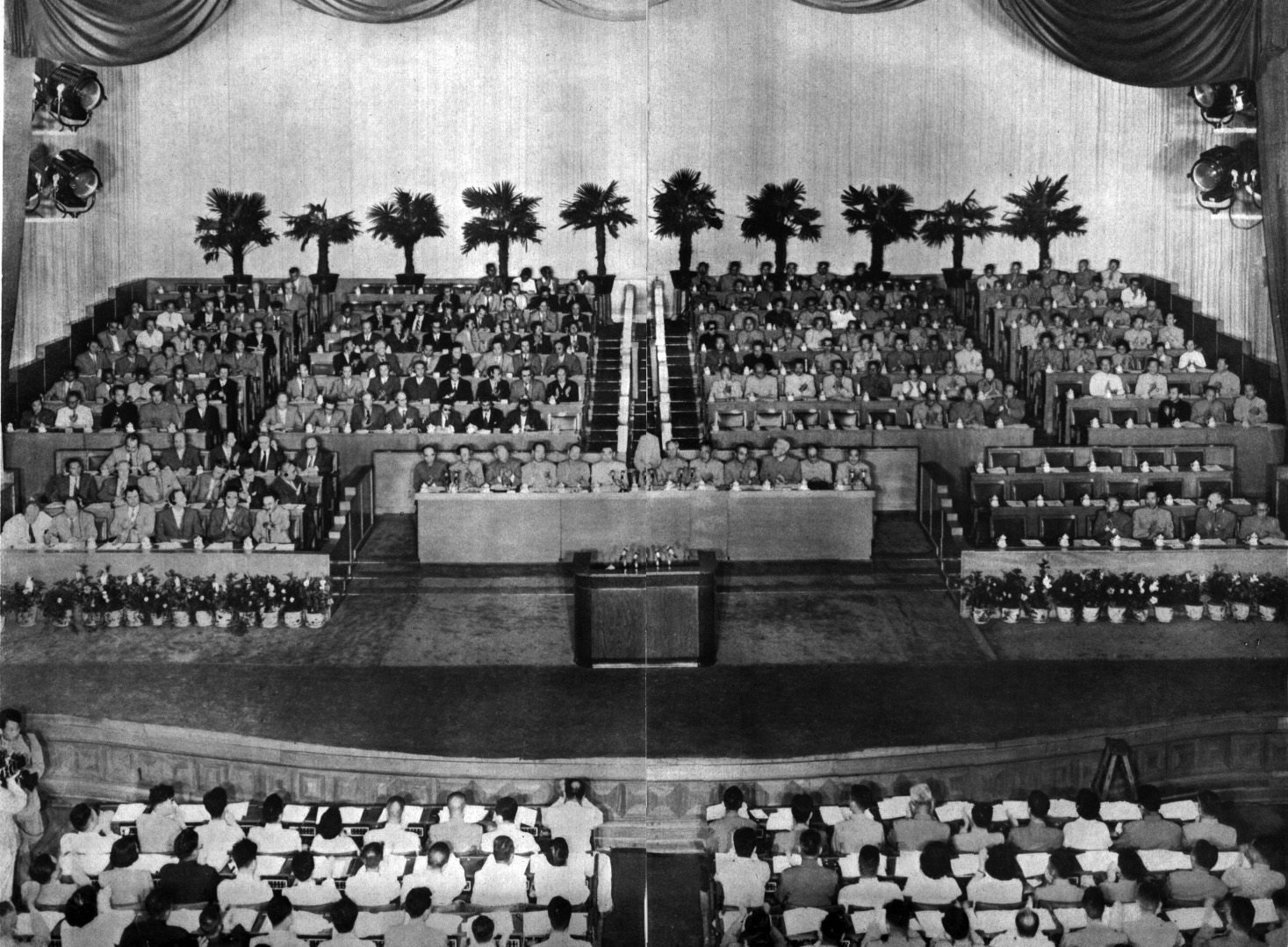
1956年，中共提出的百花齐放、百家争鸣和中共八大对匈牙利各界产生了一定影响，匈牙利各界一度认为中共的路线与苏联的斯大林模式不同，代表着社会主义发展的新型模式。

1956年匈牙利爆发了反抗匈牙利人民共和国和苏联所强加制度的革命，即1956年匈牙利革命。中国共产党及其领导人深入介入了此次事件。一些历史学家认为有证据表明中国共产党中央委员会主席毛泽东在促使苏联共产党第一书记赫鲁晓夫下定决心镇压匈牙利起义上起到十分关键的作用。6月《人民日报》发表的关于“双百方针”的文章引发匈牙利知识分子的强烈兴趣。中国共产党第八次全国代表大会时，中共领导人借机在东欧各国推广“中国模式”。匈牙利社会主义工人党第一书记卡达尔·亚诺什与毛泽东、周恩来、刘少奇、邓小平等中共领导人进行长时间会谈。10月1日出席中华人民共和国成立七周年的纪念活动。通过双方互动，匈牙利知识分子认为中共推行双百方针是真心实意，中国模式与苏联的斯大林模式不同。
与苏联发生军事冲突后，时任匈牙利部长会议主席纳吉·伊姆雷曾为争取获得中华人民共和国的支持而努力，他通过中国驻匈牙利大使郝德青向毛泽东、周恩来和中共中央转告，新政权坚持社会主义，政府成员多数也是共产党员。苏联派遣军队插手匈牙利事务是一个无法挽回的错误，希望中国可以劝阻苏联。郝德青表示将会转告匈牙利政府的请求。不过，在此之前郝德青已将此事件定为“反革命暴乱”并建议中共领导人向苏联施压，对匈牙利进行军事干预。中共报刊很快发表文章谴责这一事件，令纳吉极为失望。在会见罗马尼亚大使时，纳吉表示对中国将他的政府称作“卖国政府”尤其感到伤心。:187在与中国大使会谈期间，卡达尔提前离场，和纳吉等人不辞而别，一同突然消失的还有内务部长明尼赫。:243-24411月3日下午，在布达佩斯的50多名中国留学生接到通知到使馆避难。期间，很多匈牙利知识分子由于对中共有较好的印象，前往中国大使馆请求避难，但遭到大使馆方面的拒绝。11月1日，《人民日报》发表社论支持在社会主义国家间适用和平共处五项原则，维护匈牙利主权独立。11月3日，再次发表社论，改变态度，表示支持苏联出兵匈牙利进行镇压。《人民日报》成为发表支持镇压最早的党报之一。事态平息后，中国国务院总理周恩来于1957年1月16至17日率领的中国党政代表团在苏军坦克的护送下到达布达佩斯，给新的匈牙利政权以极大支持，他将匈牙利事件定性为：“帝国主义者和他们指使下的匈牙利国内外反革命分子发动的武装暴乱，其目的是摧毁匈牙利人民的社会主义制度，复辟资本主义。”匈牙利革命后，中国共产党主席毛泽东表示支持赫鲁晓夫和卡达尔，他认为“匈牙利有那么多反革命，这一下暴露出来了”，匈牙利事件“出了反而好，有脓包总要出脓”，东欧一些国家的反革命杀得太少了。
苏共二十大及匈牙利革命发生前后，中华人民共和国国内也随之发生了一些不稳定事件，如农民要求退社，成批的城市手工业者退社单干，工人罢工和学生罢课，中共党内思想动向出现波动。1957年1月，面对相关事件，毛泽东表示“苏共二十大的台风一刮，中国也有那么一些蚂蚁出洞。这是党内的动摇分子，一有机会他们就要动摇。”“匈牙利事件的一个好处，就是把我们中国的这些蚂蚁引出了洞”。“在匈牙利，大民主一来，把党政军都搞垮了。在中国，这一条是不会发生的。”“如果有人用什么大民主来反对社会主义制度，推翻共产党的领导，我们就对他们实行无产阶级专政”。后来，在反右运动期间，毛泽东发表《组织力量反击右派分子的猖狂进攻的指示》，提到“这是一场大战（战场既在党内，又在党外），不打胜这一仗，社会主义是建不成的，并且有出匈牙利事件的某些危险。”期间，大批持反苏言论者因评论匈牙利事件遭中国政府逮捕。1959年5月5日，匈牙利代表团访问中华人民共和国时，毛泽东向明尼赫强调，匈牙利共产党对国际共产主义运动贡献巨大，中国从中学习到了许多经验。毛指着身后的驻匈牙利大使郝德青说，他提供的报告和建议帮助他评价和处理了匈牙利局势。毛回忆说中国使馆报告提到匈牙利的反革命势力正取得越来越多的支持，警告如果苏联不除掉纳吉政府，资本主义会在匈牙利复辟。:218-222此后，中苏论战期间等其他场合，中共也曾多次以“匈牙利事件”对苏联进行批评。
革命被镇压后，包括中华人民共和国在内及华沙公约成员国政府竭力主张卡达尔应继续审判前纳吉政府的部长官员，对“反革命分子”采取惩罚措施。事后，卡达尔政府还出版了一系列“白皮书”（《匈牙利十月事件中的反革命势力》），记述了一些针对共产党和秘密警察的真实暴力事件和纳吉支持者的供述。这些白皮书后来以多种语言的形式在大多数社会主义国家广泛传播。虽然白皮书是以事实为基础的，但是它为呈现事实证据所采用的渲染及叙事方式并未得到苏联以外其他国家历史学家的广泛接纳。

### 冷战后
1994年，匈牙利时任總統根茨·阿尔帕德訪問中國，1995年，時任中共中央總書記、中國國家主席江澤民回訪匈牙利。
2010年歐爾班再次出任匈牙利总理後，匈牙利與中國的關係更密切，2020年開始，中國成為匈牙利最大海外投資者。在歐盟與中國的外交關係中，匈牙利政府的立場更偏向中國，阻挠欧盟涉港议案通过。
2017年5月13日，兩國共同宣布两国建立全面战略伙伴关系。
2021年，复旦大学布达佩斯分校计划出现争议，反欧尔班政府的国内人士阻挠该计划。
2022年7月17日，中国国务委员兼外长王毅应约同匈牙利外长西雅尔多通电话，表示“赞赏匈方一贯在涉华事务中主持公道，理解中方的正当主张，支持中方维护正当权益”。
2024年5月8日至10日，中共中央总书记习近平向匈牙利进行国事访问，會晤欧尔班，兩國宣佈將关系提升为新时代全天候全面战略伙伴关系。

## 經貿關係
2022年中匈雙邊貿易額155.2億美元，同比下降1.2％。其中中國出口額104.7億美元，同比增長3.3％，進口額50.5億美元，同比下降9.4％。中匈雙邊貿易以附加值較高的機電和高新技術產品為主，其中，電機、電氣設備及零部件，鍋爐、機械器具及零部件，車輛及零部件，光學、照相、醫療設備及零部件等四大領域在雙邊貿易額中的佔比超過80％。

## 外部連結
- 中華人民共和國駐匈牙利大使館官方網站（简体中文）（英文）（匈牙利文）
  - 中華人民共和國駐匈牙利大使館經濟商務處官方網站（简体中文）
- 匈牙利駐華大使館官方網站（简体中文）
- 匈牙利驻上海总领事馆官方网站